# Cantimpalos
Cantimpalos è un comune spagnolo di 1 421 abitanti situato nella comunità autonoma di Castiglia e León. L'intero comune ha un'estensione di 26,29 km² con una densità demografica di 54,05 ab./km².

Alla periferia della città si trovano numerose aree naturali e commerciali: una laguna, un centro commerciale e la zona di "jarviveras" alle pendici del monte Cantimpalos; proprio da quest'ultima zona è stata estratta la pietra per ottenere la calce con cui furono imbiancate le case antiche del paese.
Cantimpalos è famoso a livello internazionale per l'industria di chorizo di maiale, protetta dal 2008 dal marchio IGP.